# Merinotus
Merinotus is een geslacht van insecten uit de orde vliesvleugeligen (Hymenoptera) en de familie schildwespen (Braconidae).

## Soorten
Deze lijst van 20 stuks is mogelijk niet compleet.
- M. apicalis Szepligeti, 1922
- M. basalis Szepligeti, 1914
- M. congoensis Szepligeti, 1914
- M. coronatus (Brulle, 1846)
- M. fasciipennis (Brulle, 1846)
- M. filicaudis (Szepligeti, 1911)
- M. flaviceps Szepligeti, 1915
- M. juno (Brues, 1924)
- M. longicoxis (Cameron, 1906)
- M. melanosoma (Brulle, 1846)
- M. minyas (Brues, 1924)
- M. nigricarpus Szepligeti, 1914
- M. pulchripennis (Szepligeti, 1908)
- M. quadricolor (Szepligeti, 1911)
- M. seminiger Szepligeti, 1914
- M. tricolor (Szepligeti, 1911)
- M. trispeculum Enderlein, 1920
- M. usambaraensis Shenefelt, 1978
- M. xanthocephalus Turner, 1918
- M. zelenus Fahringer, 1928